# Dendi (distrikt)
Dendi är ett distrikt i Etiopien.   Det ligger i regionen Oromia, i den centrala delen av landet, 60 km väster om huvudstaden Addis Abeba.